# Burhanpur
Burhanpur, také Burhánpúr čili Burhánpur, je indické město ve státě Madhjapradéš, administrativní sídlo okresu Burhanpur. Je situováno na severním břehu řeky Tapti, asi 340 kilometrů jihozápadně od hlavního města Bhopálu.

## Historie

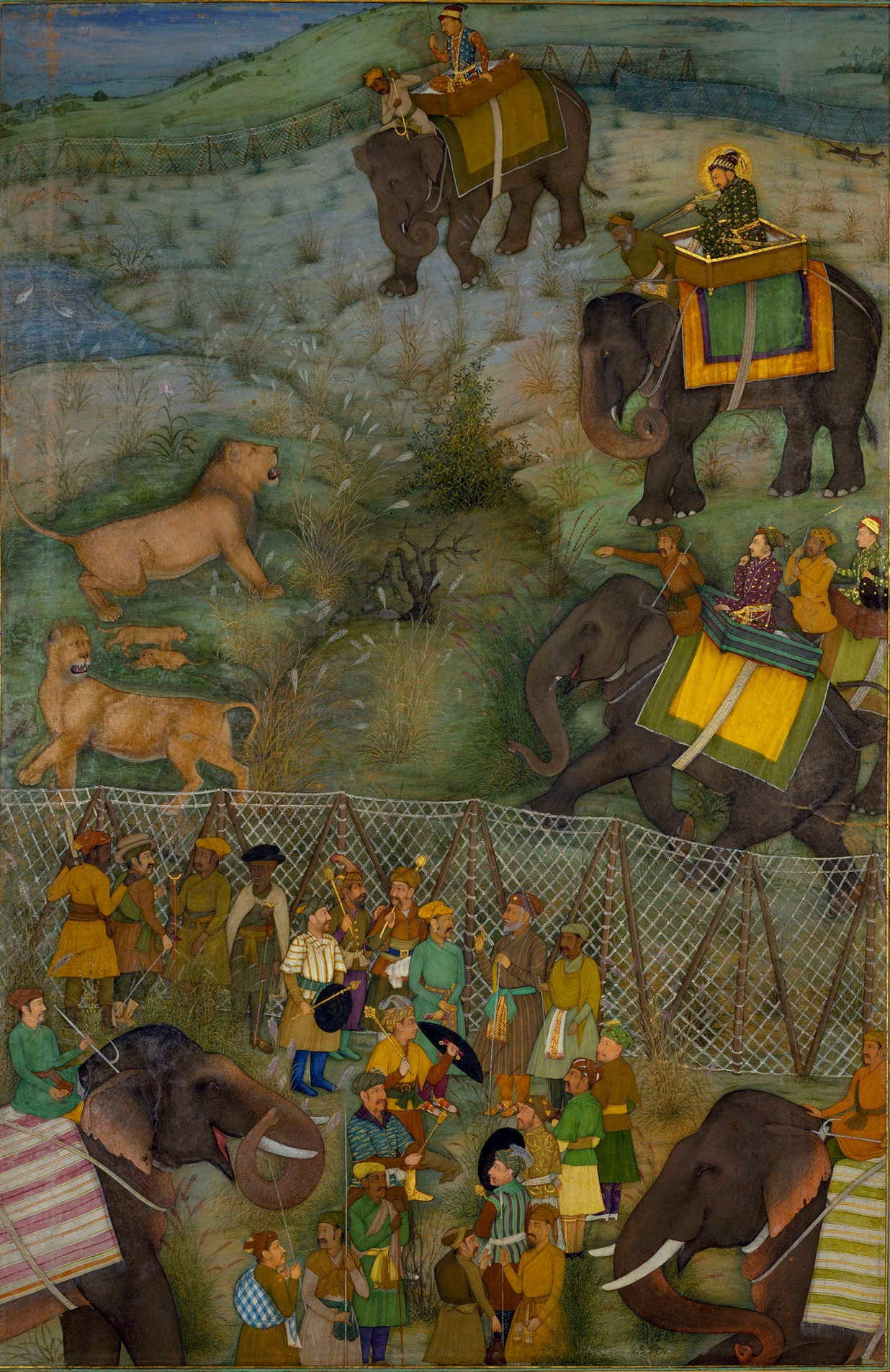
Císař Džahan Šáh na lovu lvů v Burhanpuru, červenec 1630

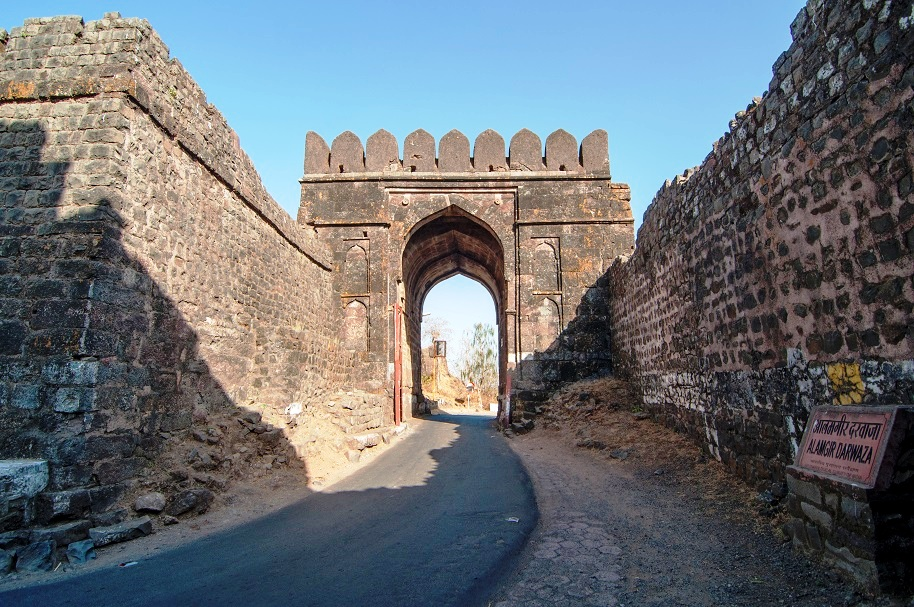
Álamgírova brána pevnosti

Podle archeologických nálezů keramiky ze dna řeky sahá osídlení lokality až do pravěku. Město je bohaté a má nepřetržitou historii již od raného středověku. Vznik prvního sídla indických císařů se datuje do let 753-982, kdy vládla dynastie Raštrakuta. Oficiální založení města je doloženo k roku 1380. Zlatý věk jeho rozkvětu a jeho kamenné architektury nastal od roku 1601 za vlády Mughálské říše. Narodil se zde například mughálský císař Álamgír Šáh II.

## Průmysl
Ve městě je rozšířena jak tradiční textilní výroba (tkalcovství bavlny), tak průmysl. V okolí města jsou bavlníkové plantáže. Město je největším producentem výrobků textilního průmyslu ve státě. Hlavní továrna NTC (National Textile Corporation) má řadu specializovaných poboček oděvní výroby.

## Doprava
Město je od roku 1870 napojeno na jednu z nejstarších indických železničních tratí Bombaj–Kalkata, kterou vybudovala a provozovala britská společnost Great Indian Penininsular Railway Company.

## Památky
Město je hojně navštívené turisty pro své památky:
- Dargah-e-Hakimi – komplex hrobek s mešitami, lázněmi a zahradami[2], pojmenovaný po islámském učenci a světci Hakimovi († 1729), jehož mauzoleum se stalo základem poutního místa; při něm postupně vyrostly další stavby, včetně ubytovacích zařízení.
- Pevnost Šahi Qila – opevněné královské sídlo s dochovanými terasami a zahradami dynastie Farooqi
- Pevnost Asirgarh – královské sídlo, dal ji postavit Asa Ahir, příslušník dynastie Ahir. Leží 20 km od centra města, při dálnici. Nikdy nebyla dobyta.

## Odraz v populární kultuře
- Jules Verne ve svém románu Cesta kolem světa za osmdesát dní(vydaném roku 1875) město zmínil při jízdě svých hrdinů po nedokončené železniční trati, na níž museli z vlaku přesednout na slony.